# Jean Bosco Nsengimana
Jean Bosco Nsengimana (Shashwara, 4 november 1993) is een Rwandees wielrenner die anno 2024 rijdt bij Java-Inovotec Pro Team.

## Carrière
In 2014 en 2015 werd hij tweede op het Rwandees kampioenschap tijdrijden, beide keren achter Valens Ndayisenga.
In 2014 wist Nsengimana in de Ronde van Rwanda in vijf van de acht etappes (inclusief proloog) op het podium te eindigen en werd hij achter Valens Ndayisenga tweede in het eindklassement. Een jaar later eindigde hij in vier etappes op het podium, waarvan driemaal op de hoogste trede, en won het het zowel het eind- als het jongerenklassement.

## Overwinningen
2014
Bergklassement Ronde van Blida
2015
Proloog, 3e en 6e etappe Ronde van Rwanda
Eind- en jongerenklassement Ronde van Rwanda
2016
5e etappe Ronde van Kameroen
4e etappe GP Chantal Biya
2017
Proloog Ronde van Rwanda

## Ploegen
- 2016 –  Stradalli-Bike Aid
- 2019 –  Benediction Excel Energy
- 2022 –  Benediction Ignite
- 2024 –  Java-Inovotec Pro Team

Amanuel · Beck · Bichlmann · Garcia · Hadi · Holler · Laizer · Lechner · Mengis · Merseburg · Nsengimana · Schäfer · Schnapka · Teshome